# Kanton Saint-Germain-les-Belles
Kanton Saint-Germain-les-Belles is een voormalig kanton van het Franse departement Haute-Vienne. Kanton Saint-Germain-les-Belles maakte deel uit van het arrondissement Limoges en telde 5733 inwoners in 1999. Het werd opgeheven bij decreet van 20 februari 2014, met uitwerking op 22 maart 2015. Alle gemeenten werden toegevoegd aan het kanton Eymoutiers.

## Gemeenten
Het kanton Saint-Germain-les-Belles omvatte de volgende gemeenten:
- Château-Chervix
- Glanges
- La Porcherie
- Magnac-Bourg
- Meuzac
- Saint-Germain-les-Belles (hoofdplaats)
- Saint-Vitte-sur-Briance
- Vicq-sur-Breuilh